# Thioformaldéhyde
Le thioformaldéhyde est un composé chimique instable de formule H2C=S. Instable, il polymérise rapidement pour former un trimère cyclique, le 1,3,5-trithiane (CH2S)3.
La molécule H2C=S a été détectée dans le milieu interstellaire.